# Franz Joseph von Serényi
Graf Franz Joseph von Serényi (* 1664; † 23. Juni 1705) war kaiserlich habsburgischer Feldmarschall-Lieutenant und Inhaber des Dragoner-Regiments No.3.

## Herkunft
Seine Eltern waren Graf Franz Gabriel von Serényi († 12. September 1677) und dessen Ehefrau Maria Benigna Popel von Lobkowitz († 13. Dezember 1671).

## Leben
Wie viele seiner Familie diente der Graf in der kaiserlichen Armee. Er durchstieg die Ränge und wurde im Jahr 1692 zum kaiserlichen Oberst und Inhaber des Dragoner-Regiments No.3 ernannt. Er kämpfte im 5. Türkenkrieg bei der Belagerung von Bihac und in der Schlacht bei Zenta.  
Im Jahr 1701 tobte der Spanische Erbfolgekrieg und Serényi war in Italien, wo er als Generalfeldwachtmeister 1701 den Ort Castelgoffredo einnahm.
1704 stand die französische Armee in Bayern. Um deren Vorrücken nach Niederösterreich zu verhindern, wurde ein Landesaufgebot aufgestellt, das unter dem Kommando der Grafen Serényi und Dietrichstein stand. Im Jahr 1705 kam er zur Armee des Prinzen Eugen nach Italien. Dort sollte er gegen die Franzosen unter Vendôme kämpfen. Dieser versuchte, Österreich von Süden zu erreichen. 
Am 23. Juni 1705 stand die Armee des Prinzen unweit Brescia und musste den Oglio durchqueren. Der Fluss war durch vorangegangene Regenfälle stark angeschwollen. Zusammen mit dem Prinzen Leopold von Anhalt wollte der Graf den Fluss als Erster durchqueren, wurde aber von den Wassermassen fortgerissen und ertrank. Sechs Dragoner ertranken ebenfalls bei dem Versuch ihn zu retten.

## Familie
Serényi heiratete Gräfin Maria Magdalena von Thun-Hohenstein († 1708), eine Tochter des Grafen Michael Oswald von Thun-Hohenstein (1631–1694). Kinder sind nicht bekannt.
Seine Witwe erbte Kunewald, Lissitz und ein Haus in Brünn. Bereits am 1. Oktober 1705 verkaufte sie Lissitz und das Haus an ihren Schwager Graf Anton von Sereny. Das Gut Kunewald erbte ihre Schwester Fürstin Eleonora Barbara von Liechtenstein.